# Fermín Bouza Álvarez
Fermín Bouza Álvarez (Santiago de Compostela, 5 de marzo de 1946-Madrid, 29 de octubre de 2016), fue un sociólogo y escritor español.

## Trayectoria
Fermin Bouza Álvarez era hijo del intelectual galleguista Fermín Bouza-Brey, escritor, juez y poeta.  Inició sus estudios universitarios en Valencia, cursando la carrera de ciencias físicas, que abandonó al trasladarse a  la Universidad de Santiago de Compostela en el curso 67-68,  para estudiar Humanidades. En Santiago  tuvo una participación muy activa en las movilizaciones estudiantiles de 1968. 
A partir de 1969 continuó sus estudios en Madrid, donde se doctoró en filosofía y psicología y realizó posteriormente toda su actividad académica. A comienzos de los 70, se incorporó a la cátedra de Sociología de Carlos París en la Universidad Autónoma de Madrid, en donde fue represaliado junto con Fernando Savater y Javier Sádaba.
En 1974 se incorporó a  la Universidad Complutense como profesor en la Facultad de Sociología. Posteriormente fue  catedrático de Opinión Pública en la Facultad de Ciencias de la Información.
Fuera del ámbito universitario, mantenía un blog, "El voto con botas", en el que  comentaba la situación política tanto gallega como española. También era miembro del consejo editorial de la revista gallega ´Luzes´.

## Obra Literaria
Fermin Bouza publicó dos novelas en gallego, "Memoria do Diaño", (1980, Ediciones del Rueiro) y "Longo voo de paxaro", (1987, Xerais) y otra en castellano,  "Las bodas secretas de Lilia"  (1991, Debate), así como dos libros de poesía en gallego, uno de los cuales "Labirinto de inverno", fue premio de la crítica en el año 1990, participando además en varias obras colectivas.

## Obra Académica
Publicó, asimismo, numerosos artículos académicos en revistas de sociología sobre temas de su especialidad, el análisis del voto y la comunicación política. Entre ellos puede señalarse, como ejemplo, el artículo publicado en la revista Idees, "Terrorismo y política: los discursos del 11 S", poco después de los atentados a las torres gemelas, en el que afirmaba que "lo peculiar del 11 S no es que haya cambiado el mundo, porque esto está ocurriendo siempre, lo peculiar es la intensidad y la dirección del cambio"  señalando algunos cambios que hoy resultan evidentes, pero que no lo eran tanto en aquel momento, al exponer que "los temas inmigratorios en los países avanzados se han hecho mas conflictivos, en general hacia actitudes más xenofóbicas que racionales"  y que “una cierta idea policial de la política ha penetrado en una parte de la población y en ciertos Gobiernos". O el interesante artículo sobre temas de justicia y comunicación, "La influencia de los medios en la formación de la opinión pública: los procesos jurídicos y los juicios paralelos", publicado en Doxa Comunicación: revista interdisciplinar de estudios de comunicación y ciencias sociales, N.º. 5, 2007.
Entre sus libros de sociología se encuentran "Lo utópico como fundamento de una antropología negativa en Herbert Marcuse" (F. Bouza, 1982); "Las razones del voto en la España democrática, 1977-2008", con Juan Jesús González Rodríguez, (Los Libros de la Catarata, 2009); "Sociología contemporánea: ocho temas a debate", con Luis Rodríguez Zúñiga, (Centro de Investigaciones Sociológicas, 1984) y "Procedimientos retóricos del cartel",(Centro de Investigaciones Sociológicas, 1983).
Asimismo, participó en numerosas obras colectivas como "Economía, desafección y agendas: economistas y sociólogos al otro lado del espejo", Sociólogos contra el economicismo / coord. por Enrique Gil Calvo, 201; "Comunicación mediática y agendas ciudadanas: la formación de la opinión pública". España 2015: Situación social / Cristóbal Torres Albero (ed. lit.), 2015; "Política, sociedade e lingua en Galicia", en Linguas, sociedade e política: un debate multidisciplinar / Henrique Monteagudo Romero (ed. lit.), 2012, o "La crisis de los medios de comunicación y los nuevos soportes de transmisión cultural", Los nuevos problemas sociales: Duodécimo Foro sobre tendencias sociales / José Félix Tezanos Tortajada (ed. lit.), 2012.

## Obra en gallego

### Narrativa
- Memoria do Diaño, 1980, Ediciones del Rueiro (novela).
- Longo voo de paxaro, 1987, Xerais (novela).

### Poesía
- O tempo na auga, 1985, Xerais.
- Laberinto de invierno, 1990, Sotelo Blanco. Premio de la Crítica española en lengua gallega.

### Obras colectivas
- Comercial. Poesía galega en Madrid, 1998, Ediciones Río Xuvia.
- A poesia é o gran milagre do mundo, 2001, PEN Clube de Galicia/Editorial Danú. Edición bilingüe gallego-inglés.
- 15-M: O pobo indignado, 2011, Laiovento.
- Á beira de Beiras. Homenaxe nacional, 2011, Galaxia.
- Bilbao. Antoloxía de poesía galega en Madrid, 2012, Amargord.
- Os aforismos do riso futurista, 2016, Xerais.

## Obra en castellano
- Las bodas secretas de Lilia, Editorial Debate. 1991.